# Johann Salver
Johann Salver (* 1670; † 1738) war Hof- und Universitätskupferstecher in Würzburg.
Als Kupferstecher arbeitete er für den Würzburger Fürstbischof und die Universität Würzburg. In diesem Zusammenhang fertigte er eine Serie von Porträts der Bischöfe bis zurück in die Gründungszeit des Bistums. Den Porträts wurden rückwirkend auch in der Frühzeit des Bistums bischöfliche Wappen zugeschrieben, die damit aber eher den Vorstellungen des 18. Jahrhunderts entspringen und die geschichtliche Entwicklung von Familien- und Bischofswappen verfälschen.
Eine von Balthasar Neumann vorgezeichnete Stadtansicht Würzburgs brachte Salver als Kupferstich in die 1723 erschienene Doktorarbeit des Freiherrn Franz Wilhelm von Reitzenstein ein. Von Salver für eine 1712 von dem Würzburger Hofrat Johann Valentin Kirchgeßner verfasste Preisschrift zum Geburtstag des Fürstbischofs angefertigte Kupferstichplatten nach Zeichnungen unter anderem von Wolfgang Högler ließ der Fürstbischof Johann Philipp von Greiffenclau zu Vollraths vergolden und in einem neu von Servatius Arend angefertigten, heute im Museum für Franken befindlichen, Schreibschrank einbauen (Die in die Tabernakeltür eingelassen größte Platte zeigt das Bildnis des Fürstbischofs in Gestalt einer über die Haupt- und Residenzstadt Würzburg erstrahlenden Sonne).
Aus dritter Ehe stammte der als Genealoge bekannte Sohn Johann Octavian Salver.